# Lysiteles amoenus
Lysiteles amoenus är en spindelart som beskrevs av Ono 1980. Lysiteles amoenus ingår i släktet Lysiteles och familjen krabbspindlar. Inga underarter finns listade i Catalogue of Life.